# Epichalcoplethis monzoni
Epichalcoplethis monzoni är en skalbaggsart som beskrevs av Soula 2006. Epichalcoplethis monzoni ingår i släktet Epichalcoplethis och familjen Rutelidae. Inga underarter finns listade i Catalogue of Life.